# Turó de la Cova (Pallejà)
El Turó de la Cova és una muntanya de 280 metres que es troba entre els municipis de La Palma de Cervelló i de Pallejà, a la comarca del Baix Llobregat.